# Josef Nesvadba
Josef Nesvadba (* 19. Juni 1926 in Prag; † 26. April 2005 ebenda) war ein tschechischer Schriftsteller, Übersetzer und Psychiater.

## Leben
Josef Nesvadba studierte Medizin und Philosophie an der Karlsuniversität und spezialisierte sich auf die Psychiatrie. Ab 1956 arbeitete er als Psychotherapeut an der Prager Universitätsklinik, das Schreiben betrieb er immer nebenbei. Nach dem Prager Frühling musste er vor den Nachstellungen der neuen Staatsführung ins österreichische Exil gehen, konnte aber später wieder nach Prag zurückkehren. Sein Roman Geheimbericht aus Prag durfte 1968 nicht erscheinen und wurde erst 1978 in einer stark gekürzten Version (als Kriminalroman) publiziert. Der unzensierte Text kam erst 1991 heraus und erregte in Tschechien als Schlüsselroman einer politischen Epoche Aufsehen.
Nesvadba fing mit Übersetzungen englischer Lyrik an und wurde vor allem durch seine Science-Fiction-Romane bekannt. Er galt neben Ondřej Neff als einer der bedeutendsten Science-Fiction-Autoren des Landes. Er schrieb auch Schauspiele, Krimis, Kurzgeschichten und Drehbücher sowie eine Parodie auf Erich von Däniken.
Einige seiner Texte wurden verfilmt, unter anderem von Juraj Herz die Erzählung Vampir Ltd. (unter dem Titel Der Autovampir). Darin geht es um ein Auto, das mit dem Blut seines Fahrers betrieben wird. Seine Erzählung "Kapitän Nemos letztes Abenteuer" wurde von Franz Rottensteiner in die Anthologie "Blick vom anderen Ufer" aufgenommen, die 1973 in den USA und 1977 in Deutschland veröffentlicht wurde.
In den 1990er Jahren wandte sich Nesvadba vermehrt psychologischen Romanen zu. Sein letztes Werk war Die Hölle Beneš (Peklo Beneš); die Memoiren, an denen er arbeitete, blieben unvollendet.

## Bibliografie
Romane
- Dialog s doktorem Dongem (1964)
  - Deutsch: Vinh Linh oder Die Entdeckung des Dr. Dong. Übersetzt von Franz Peter Künzel. Steingrüben, Stuttgart 1965.
- Bludy Erika N. 1974.
- Tajná zpráva z Prahy (1978, vollständige Fassung 1991)
  - Deutsch: Geheimbericht aus Prag. Übersetzt von Franziskus Huber. Ed. Atelier, Wien 1994, ISBN 3-900379-89-0.
- Hledám za manžela muže (1986)
  - Deutsch: Zärtliche Apokalypse. Übersetzt von Roswitha Eberstaller-Ripota. Heyne SF&F #4905, 1992, ISBN 3-453-05828-3.
- Peklo Beneš (2002)

Sammlungen 
- Vynález proti sobě? (1964)
- Řidičský průkaz rodičů? (1979)
  - Deutsch: Vor Eltern sei gewarnt! Humoristisch-phantastische Erzählungen. Übersetzt von Roswitha Ripota. Fischer TB #8139, 1985, ISBN 3-596-28139-3.

Deutsche Zusammenstellungen:
- Die Erfindung gegen sich selbst. Übersetzt von Erich Bertleff. Neff, 1962.
- Das verlorene Gesicht : Parabeln, Satiren und Parodien auf eine Zukunft, die schon begonnen hat. Übersetzt von Erich Bertleff. Müller & Kiepenheuer, Hanau 1964.
- Die absolute Maschine. Übersetzt von Erich Bertleff. Artia, Prag 1966. Auch: Suhrkamp, Phantastische Bibliothek #112, 1983, ISBN 3-518-37461-3.
- Wie Kapitän Nemo starb. Phantastische Erzählungen. Übersetzt von Elisabeth Borchardt. Das Neue Berlin, Berlin 1968.
- Einsteins Gehirn : Science Fiction-Erzählungen. Mit einem Vorwort von Brian W. Aldiss. Übersetzt von Erich Bertleff. Heyne SF&F #3430, 1975, ISBN 3-453-30320-2.
- Einfälle eines alten Psychiaters : Psychofictions. Fabylon, München 1989, ISBN 3-927071-02-1.
- Vampir Ltd. Science-fiction-Erzählungen. Übersetzt von Ernst Bertleff. Suhrkamp, Phantastische Bibliothek #361, 1998, ISBN 3-518-39363-4.

SF-Kurzgeschichten
Wird bei Kurzgeschichten als Quelle nur Titel und Jahr angegeben, so findet sich die vollständige Angabe unter Sammlungen.
- Ostrov pirátů? (1957)
  - Deutsch: Die Pirateninsel. In: Die Erfindung gegen sich selbst. 1962.
- Proces, o němž se nikdo nedověděl? (1958)
  - Deutsch: Ein Prozeß, von dem niemand erfahren hat. In: Wie Kapitän Nemo starb. 1968. Auch als: Ein Prozeß, von dem niemand erfahren hat. Übersetzt von Erich Bertleff. In: Horst Heidtmann (Hrsg.): Der letzte Frieden. Signal, 1983, ISBN 3-7971-0224-0.
- Tabu (1958)
  - Deutsch: Tabu. In: Wie Kapitän Nemo starb. 1968.
- Tarzanova smrt (1958)
- Blbec z Xeenemünde (1960)
  - Deutsch: Der Idiot von Xeenemünde. In: Horst Heidtmann (Hrsg.): Die gestohlenen Techmine. dtv (dtv phantastica #1879), 1982, ISBN 3-423-01879-8.
- Chemicky vzorec osudu (1960)
  - Deutsch: Die chemische Formel des Schicksals. In: Die Erfindung gegen sich selbst. 1962. Auch als: Die chemische Formel des Schicksals. Übersetzt von Barbara Zulkarnain. In: Erik Simon (Hrsg.): Die Rekonstruktion des Menschen. Das Neue Berlin (SF-Utopia), 1988, ISBN 3-360-00846-5.
- Dryak (1960)
  - Deutsch: Theriak. In: Die Erfindung gegen sich selbst. 1962. Auch in: Wie Kapitän Nemo starb. 1968.
- Einsteinův mozek? (1960)
  - Deutsch: Einsteins Gehirn. In: Die Erfindung gegen sich selbst. 1962. Auch als: Das Einsteingehirn. In: Wie Kapitän Nemo starb. 1968.
- Po stopách sněžného muže? (1960)
  - Deutsch: Auf den Spuren des Schneemenschen. In: Die absolute Maschine. 1966.
- Pojednání o vzdušných korábech (1960)
  - Deutsch: Traktat über die Luftschiffe. In: Die absolute Maschine. 1966.
- Poslední dobrodružství kapitána Nemo (1960)
  - Deutsch: Kapitän Nemos letztes Abenteuer. In: Die Erfindung gegen sich selbst. 1962. Auch in: Wie Kapitän Nemo starb. 1968.
- Vynález proti sobě? (1960)
  - Deutsch: Die Erfindung gegen sich selbst. In: Die Erfindung gegen sich selbst. 1962.
- Vzpoura na lodi Odysea (1960)
  - Deutsch: Die Meuterei auf der Odysseus. In: Die Erfindung gegen sich selbst. 1962.
- Ztracená tvář? (1960)
- Římské vítězství? (1962)
  - Deutsch: Der Sieg von Rom. In: Die absolute Maschine. 1966. Auch als: Der Sieg von Rom. In: Wie Kapitän Nemo starb. 1968.
- Absolutni stroj (1962)
  - Deutsch: Die absolute Maschine. In: Die absolute Maschine. 1966. Auch als: Die absolute Maschine. Übersetzt von Karl-Heinz Jahn. In: Edwin Orthmann (Hrsg.): Die Ypsilon-Spirale. Neues Leben (Wissenschaftlich-phantastische Erzählungen aus aller Welt), 1973.
- Andel posledniho soudo (1962)
  - Deutsch: Der Engel des Jüngsten Gerichts. In: Die absolute Maschine. 1966. Auch in: Wie Kapitän Nemo starb. 1968.
- Druhy ostrov Doktora Moreau (1962)
  - Deutsch: Die zweite Insel des Doktor Moreau. In: Die absolute Maschine. 1966. Auch in: Wie Kapitän Nemo starb. 1968.
- Gangster v centrale (1962)
  - Deutsch: Der Gangster in der Zentrale. In: Die absolute Maschine. 1966.
- Jak zemrel kapitan Nemo (1962)
  - Deutsch: Wie Kapitän Nemo starb. In: Die absolute Maschine. 1966. Auch in: Wie Kapitän Nemo starb. 1968.
- Poslední tajná zbraň Třetí říše? (1962)
- Upir ltd (1962)
  - Deutsch: Vampir Ltd. In: Wie Kapitän Nemo starb. 1968. Auch als: Vampir-GmbH. Übersetzt von Wulf Bergner. In: Darko Suvin (Hrsg.): Andere Welten, andere Meere. Goldmann (Goldmann Science Fiction der Chef-Auswahl), 1972, ISBN 3-442-30258-7. Auch als: Vampir GmbH. In: uncredited (Hrsg.): Science-Fiction-Stories 55. Ullstein (Ullstein 2000 #105 (3195)), 1975, ISBN 3-548-03195-1.
- Výprava opačným směrem? (1962)
- Mordair (1966)
  - Deutsch: Mordair. In: Die absolute Maschine. 1966.
- Trust pro zničení dějepisu? (1966)
  - Deutsch: Der Weltgeschichtsvernichtungstrust. In: Die absolute Maschine. 1966. Auch als: Der Trust zur Vernichtung der Weltgeschichte. In: Wie Kapitän Nemo starb. 1968.
- Kojenština (1979)
  - Deutsch: Säuglingssprache. In: Vor Eltern sei gewarnt! 1985.
- Romance v dur (1979)
  - Deutsch: Romanze in Dur. In: Vor Eltern sei gewarnt! 1985.
- Spasitel (1979)
  - Deutsch: Der Retter. In: Vor Eltern sei gewarnt! 1985.
- Dudlik (1981)
  - Deutsch: Der Schnuller. In: Wolfgang Jeschke (Hrsg.): Heyne Science Fiction Magazin, #11. Heyne (Heyne Science Fiction & Fantasy #4124), 1984, ISBN 3-453-31088-8.
- Upír po dvaceti letech (1983)
- Rozštěpená Karla? (1985)
- Příšerně krásná, krásně příšerná? (1992)

Theaterstücke
- Ocelový kruh
- Ráno (1948)
- Budou žít (1949)
- Svárov (1950)
- Výprava do Oceánie (1950)
- Tři podpisy (1954)
- Zásnuby barona Liebiga (1956, Überarbeitung von Svárov)
- Mimořádná událost (1956)

Hörspiele
- Mimořádná událost (1956)
- Cesta kolem světa za 80 dní (1962)
- Dialog s doktorem Dongem (1962)
- Ukradené fantasie (1962)
- Poradna dr. Bílka (1977)

## Filmografie
Literarische Vorlage
- 1973: Das Geheimnis des goldenen Buddhas (Tajemstvi zlateho buddhy)
- 1981: Der Autovampir (Upír z Feratu)

Drehbuch
- 1970: Ich habe Einstein umgebracht (Zabil jsem Einsteina panove)
- 1973: Fräulein Golem (Slecna golem)

## Kritik
- Karl von Wetzky schrieb über Zärtliche Apokalypse: „Auch in seinem letzten Roman bleibt Doktor Josef Nesvadba so wie er gewesen war, seitdem er seinen Idioten aus Xeenemünde geschrieben hat: ein bißchen ironisch, leicht unverständlich, faszinierend. Und dazu greift er diesmal philosophisch tief. Sollte einmal eine Fakultät der Science Fiction eröffnet werden, gebührt dem Prager Psychiater sicher der Grad des Dekans.“ „Wir erleben eine Alptraumwelt, wo die Liebe ihre Träger und Opfer vernichtet. Der Dritte Weltkrieg regiert, wo Penis und Vagina nicht Werkzeuge des Liebesverlangens sind, sondern als Kampfmittel die Schlachtfelder eines gigantischen planetären Beilagerkonflikts beherrschen; ein Kampf aller gegen alle ... so läßt uns Doktor Josef Nesvadba einem solchen Experiment beiwohnen. Er tut es so, wie nur er es kann: unverblümt brutal, sehr spannend, dabei erstaunlich zart und keusch.“[1]